# Martha Arendsee

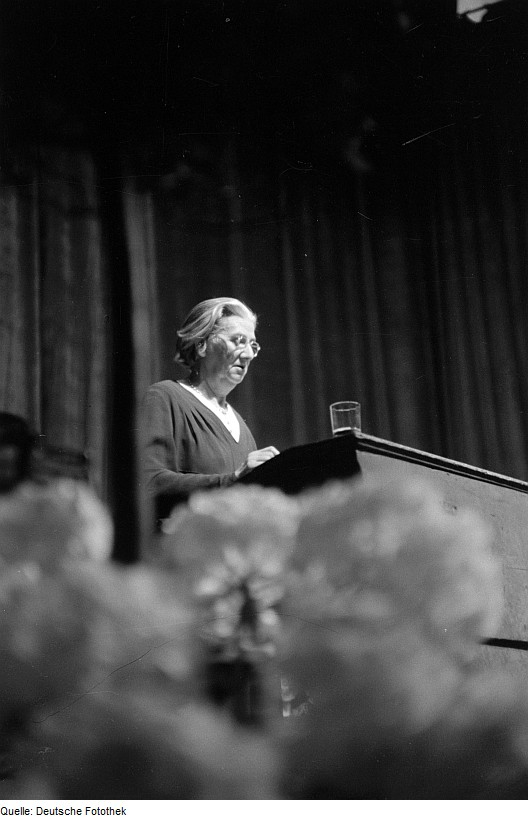
Martha Arendsee (1946)

Hulda Martha Arendsee (Ausspracheⓘ, * 29. März 1885 in Berlin-Wedding; † 22. Mai 1953 in Ost-Berlin) war eine deutsche Politikerin und Frauenrechtlerin.

## Leben
Martha Arendsee war Tochter eines Buchdruckers. Nach Schulbesuch und dem Abschluss einer kaufmännischen Lehre arbeitete sie, die seit ihrem 18. Lebensjahr unter einer Körperbehinderung litt, mehr als zehn Jahre als Angestellte der Berliner Konsumgenossenschaft.
Frühzeitig engagierte sich Arendsee in der Politik, trat 1906 in die SPD ein und wurde dort von 1907 bis 1916 in Berlin für Frauenarbeit zuständig. 1915 begleitete sie Clara Zetkin zur Internationalen Frauenkonferenz nach Bern. 1917 wechselte sie in die USPD, wo sie die Vereinigung mit der KPD Ende 1920 befürwortete. Ihre sozialpolitische Sachkenntnis brachte sie als Abgeordnete von 1919 bis 1921 in der verfassunggebenden Versammlung Preußens, von 1921 bis 1924 im Preußischen Landtag und von 1924 bis 1930 im Reichstag ein.
Außerdem hatte Arendsee 1922/1923 das Amt einer Frauensekretärin der Berliner KPD inne und redigierte die Zeitschrift Die Kommunistin. Später war sie in der Gewerkschaftskommission, in der Redaktion der Zeitschrift Proletarische Sozialpolitik und ab 1925 im Wesentlichen in der Internationalen Arbeiterhilfe tätig (1931–1935 Mitglied der IAH-Exekutive und des internationalen Sekretariats für Sozialpolitik). Als Sympathisantin des rechten Parteiflügels um die aus der KPD ausgeschlossenen, ehemaligen Parteivorsitzenden August Thalheimer und Heinrich Brandler wurde sie für die Reichstagswahl 1930 nicht mehr als Kandidatin nominiert.
Wegen ihrer politischen Aktivitäten wurde sie nach der „Machtergreifung“ der NSDAP im Jahr 1933 zu einem halben Jahr Gefängnis verurteilt. 1934 emigrierte Arendsee über Prag und Paris nach Moskau. Dort war sie unter anderem als Mitarbeiterin in der Sozialökonomischen Abteilung der Roten Gewerkschaftsinternationale (RGI), zeitweilig auch in der Leitung des „Klubs ausländischer Arbeiter“ tätig. Ab 1941 arbeitete sie bei Radio Moskau. Ihr Mann, Paul Schwenk, der mit ihr in der Sowjetunion lebte, war hier während Stalins Großem Terror jahrelang inhaftiert. Als einzige Frau gehörte Arendsee 1943 zu den Gründern des Nationalkomitees Freies Deutschland.

## Nach dem Zweiten Weltkrieg

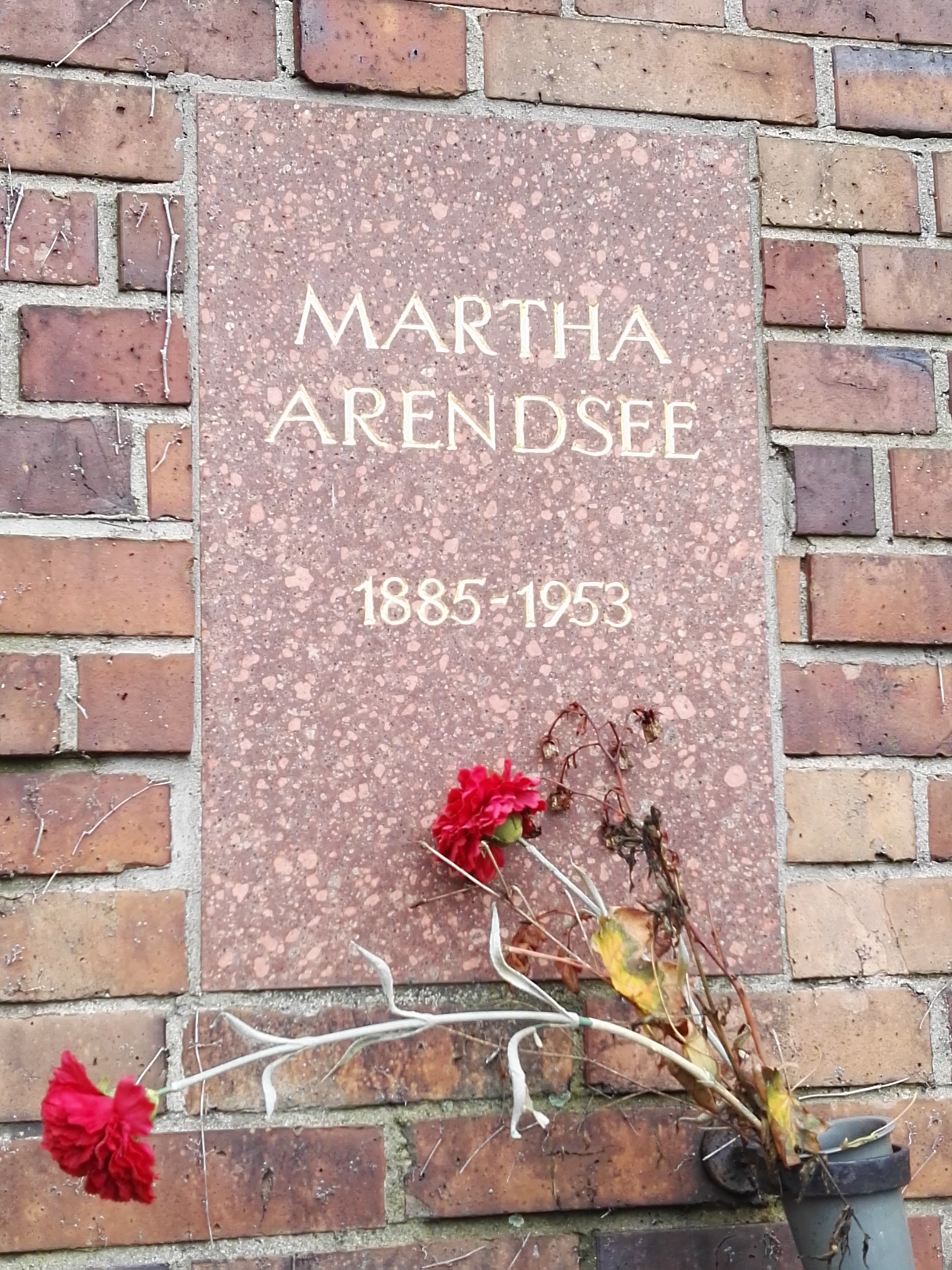
Grabplatte für Martha Arendsee an der Ringmauer des Zentralfriedhofs Berlin-Friedrichsfelde

Nach Beendigung des Zweiten Weltkriegs kehrte Arendsee zusammen mit Wilhelm Pieck im Juni 1945 nach Deutschland zurück. Als Mitglied des ZK der KPD (1945/1946) und nach der Zwangsvereinigung von SPD und KPD zur SED des Parteivorstandes der SED (1946/1947) widmete sich Arendsee erneut der Frauenarbeit. Seit August 1945 gehörte sie dem Frauenausschuss beim Berliner Magistrat an und leitete von 1946 bis 1948 die Abteilung Sozialpolitik des FDGB. 1949/1950 war sie Vorsitzende der Sozialversicherungsanstalt Berlin.

## Ehrungen
Ihre Urne wurde in der Gedenkstätte der Sozialisten auf dem Zentralfriedhof Friedrichsfelde in Berlin-Lichtenberg beigesetzt.
Anlässlich ihres 90. Geburtstags gab die Deutsche Post der DDR 1975 eine Briefmarke in der Serie Persönlichkeiten der deutschen Arbeiterbewegung zu Ehren Martha Arendsees heraus. Zu ihrem 25. Todestag wurde 1978 eine Straße im damaligen Neubaugebiet Berlin-Marzahn (heutiger Bezirk Marzahn-Hellersdorf) nach ihr benannt, ein dort ansässiges Seniorenheim trägt bis heute ebenfalls ihren Namen. Zudem wurde einer Polytechnischen Oberschule in Berlin ihr Name verliehen.
Im Berliner Abgeordnetenhaus gibt es seit Juni 2006 eine Fotogalerie mit dem Titel Vor die Tür gesetzt – Im Nationalsozialismus verfolgte Berliner Stadtverordnete und Magistratsmitglieder 1933–1945, in der auch an Martha Arendsee erinnert wird.